# آرشي ميتشيل
آرشي ميتشيل (بالإنجليزية: Archie Mitchell)‏ (15 ديسمبر 1885 في المملكة المتحدة - 16 أبريل 1949 بريتشموند هيل في المملكة المتحدة) هو مدرب كرة قدم ولاعب كرة قدم بريطاني (وحمل سابقاً جنسية المملكة المتحدة لبريطانيا العظمى وأيرلندا) في مركزي الدفاع وقلب الدفاع. لعب مع أستون فيلا وكوينز بارك رينجرز ونادي برينتفورد والرابطة الحادية عشر لكرة القدم ‏.

## وصلات خارجية
- آرشي ميتشيل على موقع Soccerbase.com (مدرب) (الإنجليزية)